# Leptothorax anemicus
Leptothorax anemicus är en myrart som beskrevs av Baroni Urbani 1978. Leptothorax anemicus ingår i släktet smalmyror, och familjen myror. Inga underarter finns listade i Catalogue of Life.